# Новоалександровка (Татарський район)
Новоалександровка (рос. Новоалександровка) — присілок у Татарському районі Новосибірської області Російської Федерації.
Входить до складу муніципального утворення Казаткульська сільрада. Населення становить 210 осіб (2010).

## Історія
Згідно із законом від 2 червня 2004 року органом місцевого самоврядування є Казаткульська сільрада.

## Населення
| 2002 | 2007 | 2010 |
| ---- | ---- | ---- |
| 354  | ↘307 | ↘210 |